# Port lotniczy Bajanchongor
Port Lotniczy Bajanchongor (IATA: BYN, ICAO: ZMBH) – port lotniczy w Bajanchongorze, stolicy ajmaku bajanchongorskiego, w Mongolii.